# 平維扶
平 維扶／惟扶／伊扶／惟輔（たいら の これすけ、? - 天暦2年2月29日（948年4月11日）?）は平安時代の官人。官位は四位・陸奥守。本康親王の孫か。

## 経歴
延喜21年（921年）10月17日、空海が弘法大師と諡された際、その勅書を金剛峯寺に運んだ。
延長6年（928年）と7年（929年）の10月の旬政では、左近衛少将として参朝しており、7年の際には少納言がいなかったため、維扶が召名をした。
承平6年（936年）と天慶元年（938年）の1月4日、藤原師輔の大臣家大饗で請客使を務めた。
承平6年（936年）12月16日、荷前使を病を称し懈怠した。
天慶元年（938年）12月10日、五位以上の殿上の侍臣が、誰も宿直しなかった。このため、故障もなく参入しなかった惟扶と小野好古が勘責された。
天慶2年（939年）、陸奥守となり、8月17日に白河家で藤原忠平から餞された。10月、下向中に下野国府で平貞盛と合流し、共に陸奥へ向かった。しかし、貞盛は、平将門に追われたため、途中で雲隠れした（平将門の乱）。
同9年（946年）12月26日、荷前で田原使を務めた。この際、天皇御前で幣物を舁き立てる場所を間違えてやり直した。
天暦2年（948年）2月29日、散位維扶が侍従所で食事中に、脳卒中のような症状を起こし、夕刻、亡くなった。

## 官歴
- 延喜21年（921年）～延長4年（926年）：見少納言[12]
- 延長5年（927年）2月10日：大原野祭使、見右馬允[13]
- 延長6年（928年）～延長7年（929年）：見左近衛少将[6]
- 承平元年（931年）3月30日：見内豎官人代[14]
- 承平2年（932年）11月4日：装束司[14]
- 承平4年（934年）4月16日：見伊予守[13]
- 承平6年（936年）～天慶元年（938年）：見左馬頭[15]
- 承平6年（936年）12月16日：荷前使[7]
- 天慶元年（938年）1月4日：見四位[7]
- 天慶2年（939年）秋：陸奥守[10]
- 天慶9年（946年）12月26日：荷前使（田原使）[7]

## 系譜
新田(1988) p. 30と『尊卑分脈』による
- 祖父：本康親王
- 父：平?（源?）保望 - 従四位下